# Jing Tian
Jing Tian (chino: 景甜) es una popular actriz china.

## Biografía
Se entrenó en el "Beijing Film Academy".
En marzo del 2018 anunció que estaba saliendo con el atleta chino Zhang Jike, sin embargo en junio del 2019 se anunció que habían terminado.

## Carrera
Es miembro de la agencia "Beijing Starlit Movie & TV Culture".
Ha participado en sesiones fotográficas para "ELLE China", entre otros.
El 6 de octubre del 2015 se unió al elenco principal de la serie Legend of Ban Shu donde interpretó a Ban Shu, la Princesa del Condado de Shanshan, una joven de espíritu libre que creció en las praderas que decide entrar al palacio para aprender la etiqueta para ser una señora noble y termina convirtiéndose en una académica, hasta el final de la serie ese mismo año.
El 14 de noviembre del mismo año se unió al elenco principal de la serie The Legend of Xiao Zhuang donde dio vida a la joven Princesa Da Yu'er, quien más tarde se convertiría en la Emperatriz Xiaozhuangwen.
El 16 de diciembre del 2016 se unió al elenco principal de la película The Great Wall donde interpretó a la Comandante Lin Mae, la líder de "Crane Troop".
El 29 de enero del 2017 se unió al elenco principal de la serie The Glory of Tang Dynasty donde dio vida a la Consorte Shen Zhenzhu, una joven propia y digna que proviene de una familia noble y que es seleccionada para convertirse en la concubina del Príncipe Li Chu (Ren Jialun), hasta el final de la serie el 3 de mayo del mismo año.
El 13 de julio del mismo año se unió al elenco principal de la película Fist & Faith donde interpretó a Liu Mu, una joven maestra que termina enamorándose de Jing Hao (Oho Ou), el líder de una pandilla.
El 10 de marzo del mismo año se unió al elenco de la película Kong: Skull Island donde dio vida a San Lin, una bióloga que trabaja para "Monarch".
El 23 de marzo del 2018 se unió al elenco de la película Pacific Rim: Uprising donde interpretó a Liwen Shao, una empresaria y tecnóloga que se une a los aliados con el PPDC contra el Emisario Precursor.
El 26 de noviembre del mismo año se unió al elenco principal de la serie The King of Blaze donde interpretó a Qian Mei, la Diosa del Viento, una mujer que reencarna durante la dinastía Tang luego de morir en la guerra contra el clan Wing, hasta el final de la serie el 18 de diciembre del mismo año. El 19 de diciembre del mismo año se unió al elenco principal de la segunda temporada de la serie titulada The King of Blaze 2, la cual transcurre durante la Edad Moderna y donde dio vida a la periodista Tong Feng, hasta el final de la serie el 22 de enero del 2019.
El 20 de abril del 2019 se unió al elenco principal de la serie A Journey of Meeting Love donde interpretó a Li Xinyue, una mujer inteligente, que busca descubrir la verdad sobre la muerte de su padre ocurrida años atrás, hasta el final de la serie el 17 de mayo del mismo año.
En diciembre del mismo año participó en el modelaje de la cápsula de colección de Dior Chinese Lunar New Year 2020.
Ese mismo año se unirá al elenco principal de la serie The Geek is on the Run (极客江湖) dará vida a San, una mujer con síndrome de Asperger a quien sólo le interesa la tecnología.
En el 2020 se unirá al elenco principal de la serie Si Teng donde interpretará a Si Teng, una mujer mitad demonio que regresa a la vida gracias a Qin Fang (Vin Zhang) después de ser asesinada por un sacerdote taoísta más de 70 años atrás y en su camino para convertirse nuevamente en un demonio completo deberá realizar cinco tareas.

## Filmografía

### Series de televisión
| Año         | Título                                  | Personaje                 | Notas                |
| ----------- | --------------------------------------- | ------------------------- | -------------------- |
| TBA         | Le You Yuan                             | -                         | [ 22 ]               |
| TBA         | The Southern Wind Knows Me (南风知我意) | -                         | (aparición especial) |
| TBA         | The Geek is on the Run                  | San                       |                      |
| 2022        | City of Streamer                        | Feng Shizhen              | 40 episodios         |
| 2021        | Si Teng (Rattan)                        | Si Teng / Bai Ying        | 30 episodios         |
| 2019        | A Journey of Meeting Love               | Li Xinyue (Lily)          | 52 episodios         |
| 2018 - 2019 | The King of Blaze 2                     | Tong Feng                 | 34 episodios         |
| 2018        | The King of Blaze                       | Qian Mei / Situ Feng Jian | 27 episodios         |
| 2017        | The Glory of Tang Dynasty               | Shen Zhenzhu              | 92 episodios         |
| 2015        | The Legend of Xiao Zhuang               | Da Yu'er                  | 50 episodios         |
| 2015        | Legend of Ban Shu                       | Ban Shu                   | 42 episodios         |
| 2013        | Biography of Sun Tsu                    | Yi Luo                    | 35 episodios         |
| 2009        | The Epic of a Woman                     | Ouyang Xue                | 44 episodios         |

### Películas
| Año  | Título                      | Personaje         | Notas |
| ---- | --------------------------- | ----------------- | --- |
| 2018 | Pacific Rim: Uprising       | Liwen Shao        | junto a John Boyega, Scott Eastwood, Rinko Kikuchi, Charlie Day, Burn Gorman y Adria Arjona                        |
| 2017 | Fist & Faith                | Liu Mu            | junto a Oho Ou, Meisa Kuroki, Kento Hayashi y Zhang Ningjiang                                                      |
| 2017 | Kong: Skull Island          | San Lin           | junto a Tom Hiddleston, Brie Larson, Toby Kebbell, Corey Hawkins, John C. Reilly, Samuel L. Jackson y John Goodman |
| 2016 | The Great Wall              | Lin Mae           | junto a Matt Damon, Andy Lau, Willem Dafoe, Pedro Pascal, Kenny Lin, Cheney Chen, Karry Wang y Huang Xuan          |
| 2014 | Dragon Nest: Warriors' Dawn | Argenta (doblaje) | junto a Hu Ge, Shen Dawei, Ji Guanlin, Xia Zitong y Shang Hong                                                     |
| 2014 | From Vegas to Macau         | Luo Xin           | junto a Chow Yun-Fat, Nicholas Tse, Chapman To y Kimmy Tong                                                        |
| 2013 | Police Story 2013           | Miao Miao         | junto a Jackie Chan, Liu Ye, Yin Tao y Liu Yiwei                                                                   |
| 2013 | Special ID                  | Wan Jing          | junto a Donnie Yen, Andy On, Zhang Hanyu y Ronald Cheng                                                            |
| 2013 | Better and Better           | Lian Sheng        | junto a Aaron Kwok, Wang Baoqiang, Tong Dawei, Xu Jinglei y Sandra Ng                                              |
| 2012 | Tears in Heaven             | Dong Xiaolin      | |
| 2012 | Shadows of Love             | Xu Yuan           | |
| 2012 | Ultra Reinforcement         | Princesa Ling Zhi | junto a Wallace Huo, Dylan Kuo y Cheung Tat-ming                                                                   |
| 2011 | The Warring States          | Tian Xi           | junto a Francis Ng, Sun Honglei y Kim Hee-sun                                                                      |
| 2010 | My Belle Boss               | Emma              | |
| 2008 | Anaconda Frightened         | Tian Juan         | |

### Programas de variedades
| Año              | Título                     | Notas                 |
| ---------------- | -------------------------- | --------------------- |
| 2021             | Ace vs Ace S6 (王牌对王牌) | invitada              |
| 2013, 2018, 2021 | Happy Camp                 | invitada              |
| 2018             | Shake It Up                |                       |
| 2017             | Keep Running               | (ep. #5-6) - invitada |
| 2017             | Give Me Five S1            | (ep. #6) - invitada   |

### Revistas / sesiones fotográficas
| Año  | Título                          | Notas                       |
| ---- | ------------------------------- | --------------------------- |
| 2020 | Tom Ford Beauty x GQ China      |                             |
| 2020 | Xtep                            |                             |
| 2020 | L’Officiel China                | (publicación de enero)      |
| 2019 | Grazia China                    | (publicación #435)          |
| 2019 | GQ China                        | (tema: "All Eyes On You")   |
| 2019 | Rayli Magazine                  | (publicación de septiembre) |
| 2019 | Bella Magazine                  | (publicación de agosto)     |
| 2019 | Bobosnap China                  |                             |
| 2019 | Dior’s 2019 Pre-Fall Collection |                             |
| 2019 | Trendshealth China              | (publicación de junio)      |

### Anuncios / endorsos
| Año  | Título                             | Notas |
| ---- | ---------------------------------- | ----- |
| 2019 | Xtep x House of Holland Collection |       |

### Eventos
| Año  | Título                                           | Notas       |
| ---- | ------------------------------------------------ | ----------- |
| 2019 | 2019 Cosmo Glam Night                            |             |
| 2019 | 2019 Bazaar Stars Charity Night                  | [ 25 ]      |
| 2019 | Tiffany & Co.’s "Vision & Virtuosity" Exhibition | en Shanghái |
| 2019 | Men of the Year 2019 10th Anniversary Event      | en Shanghái |

### Embajadora
| Año   | Título              | Notas                |
| ----- | ------------------- | -------------------- |
| 2020- | Dior Capture Totale | Embajadora de imagen |

## Discografía

### Sencillos
| Año  | Título                       | Álbum                        | Notas                           |
| ---- | ---------------------------- | ---------------------------- | ------------------------------- |
| 2014 | Beloved (心上人)             | OST de "Legend of Ban Shu"   | -                               |
| 2011 | Wind (风)                    | OST de "The Warring States"  | -                               |
| 2010 | Just Be Fine (好好就好)      | OST de "My Belle Boss"       | junto a Jiro Wang, Peter Ho     |
| 2009 | Women like a Poem (女人如诗) | OST de "The Epic of a Woman" | -                               |
| 2007 | Still Love You (还爱你)      | -                            | (canción del tema de QQ (飞车)) |

### Álbum
| Año  | Título               | Notas |
| ---- | -------------------- | ----- |
| 2007 | Who Are You (你是谁) | -     |

## Premios y nominaciones
| Año  | Categoría                     | Premio                          | Trabajo | Resultado |
| ---- | ----------------------------- | ------------------------------- | ------- | --------- |
| 2019 | 70th                          | Forbes China Celebrity 100 List | -       | [ 26 ]    |
| 2017 | 35th                          | Forbes China Celebrity 100 List | -       | -         |
| 2014 | Hollywood International Award | 18th Hollywood Film Award       | -       | Ganó      |